# Felipe Estrada Paniagua
Felipe Estrada Panigua (Guatemala, 1867 - San Francisco, California, 23 de octubre de 1911) fue un periodista, político y escritor guatemalteco que dedicó su vida a colaborar con el presidente Manuel Estrada Cabrera desde el principio de su administración;  de hecho, en 1899 bajo el seudónimo «Barbaroux» publicó el libro El 9 de febrero de 1898 en el que alabó los méritos del presidente guatemalteco en los días siguientes al asesinato de su predecesor, el general José María Reina Barrios. Fue editor de La Locomotora, revista oficial del Ministerio de Fomento, subsecretario de Fomento y director de la Tipografía Nacional de Guatemala.  En 1911 fue nombrado cónsul de Guatemala en San Francisco, California, en donde falleció el 23 de octubre de ese año.

## Obra
La mayoría de los escritos de Estrada Paniagua estuvieron relacionados con su labor oficial en el gobierno de Estrada Cabrera.  Entre sus obras se incluyen los tomos XV a XXVIII de la Recopilación de Leyes de la República.

## Muerte
En 1911 fue nombrado cónsul de Guatemala en San Francisco, California en julio de 1911, y a esa ciudad se trasladó con su esposa y sus cinco hijos; pero allí enfermó de gripe y falleció el 23 de octubre de ese años.  Tenía 44 años de edad cuando murió y fue enterrado en el cementerio Cypress de esa ciudad estadounidense.

### Obras de Estrada Paniagua
- — (1908). Recopilación: Las Leyes de la República de Guatemala, 1896-1897 XV. Guatemala: Tipografía Nacional.
- — (1908). Recopilación: Las Leyes de la República de Guatemala, 1898-1899 XVII. Guatemala: Tipografía Nacional.
- — (1910). Recopilación: Las Leyes de la República de Guatemala, 1908-1909 XXVII. Guatemala: Arturo Siguere y Cía.
- — (1910). Recopilación: Las Leyes de la República de Guatemala, 1909-1910 XXVIII. Guatemala: Arturo Siguere y Cía.

- Datos: Q23942896